# Rob Kardashian
Robert Arthur Kardashian (n. 17 martie 1987, Los Angeles, California, SUA) este o personalitate americană de televiziune și om de afaceri. El a devenit cunoscut apărând în „Keeping Up With The Kardashians”. Este de asemenea cunoscut și ca designer de șosete, având firma Arthur George.

## Viața personală
Robert s-a născut pe 17 martie 1987, în Los Angeles, California în familia avocatului Robert Kardashian și Kris Jenner (numită Kardashian pe acea vreme), având 3 surori mai mari, Kourtney, Kim și Khloe Kardashian, el fiind mezinul familiei Kardashian și unicul frate.
Părinții lui divorțează în 1991, iar mama sa se recăsătorește cu Bruce Jenner.
Rob capătă surori vitrege. În 1995, Kris Jenner naște primul ei copil cu Bruce Jenner, pe Kendall, iar în 1997 o naște pe Kylie.
Mai târziu în 2003, tatăl lui moare din cauza cancerului esofagian, Rob având doar 16 ani.
Din 2007, Rob începe o relație cu actrița Adrienne Bailon, relație care se sfârșește în 2009. După mai multe relați, începe o relație cu cântăreața Rita Ora și după multe speculații acesta confirmă relația în octombrie 2012. În decembrie 2012, Rob o acuză pe Rita că l-a înșelat cu 20 de bărbați. 
În 2016, începe o relație cu modelul Blac Chyna, relație care i-a creat un adevărat scandal cu familia sa. La puțin timp după, Chyna rămâne însărcinată cu copilul lui Rob. Pe 10 noiembrie 2016 aceasta naște o fetiță pe care au numit-o Dream Renee Kardashian. Rob și Chyna se despart și se împacă de mai multe ori la rând, până la urmă despărțindu-se.

## Cariera
În 2007, Robert devine celebru pentru emisiunea surorilor sale, „Keeping Up With The Kardashians”. Rob își face apariția și în alte emisiuni cum ar fi „Kourtney and Khloe Take Miami”, Khloe&Lamar, etc.
În 2013 își deschide propria firmă de șosete, numită Arthur George - Arthur dupaă numele lui mic și după numele bunicului său și George după numele mic al tatălui său.